# Anabantiformes
Ordre
Les Anabantiformes sont un ordre de poissons téléostéens.

## Description
Les Anabantiformes, aussi appelés poissons labyrinthes, possèdent un organe suprabranchial, ou labyrinthe, qui leur permet de respirer à la fois dans l'air et dans l'eau. Cet organe fonctionne en absorbant l'oxygène de l'air inhalé par la bouche, grâce à une structure complexe formée par l'expansion de la première épibranchie. L'air usé est ensuite expulsé par les ouïes. Ce mécanisme leur permet de survivre dans des environnements pauvres en oxygène. Ces poissons se distinguent également par une circulation sanguine particulière autour de cet organe et par des caractéristiques anatomiques spécifiques comme des larves dotées de vésicules d'huile bilatérales utilisées pour flotter.

## Liste des familles
Selon World Register of Marine Species (1er octobre 2024) :
- Aenigmachannidae Britz, Dahanukar, Anoop, Philip, Clark, Raghavan & Rüber, 2020
- Anabantidae Bonaparte, 1831
- Badidae Barlow, Liem & Wickler, 1968
- Channidae Fowler, 1934
- Helostomatidae Gill, 1872
- Nandidae Bleeker, 1852
- Osphronemidae van der Hoeven, 1832
- Pristolepididae Regan, 1913

## Systématique
Le nom valide de ce taxon est Anabantiformes. Cet ordre a été créé en 2009 par Blaise Li (d), Agnès Dettaï (d), Corinne Cruaud (d), Arnaud Couloux (d), Martine Desoutter-Méniger (d) et Guillaume Lecointre.
Anabantiformes a pour synonyme non valide :
- Anabantoidei

### Publication originale
- (en) Blaise Li, Agnès Dettaï, Corinne Cruaud, Arnaud Couloux, Martine Desoutter-Meniger et Guillaume Lecointre, « RNF213, a new nuclear marker for acanthomorph phylogeny », Molecular Phylogenetics and Evolution, Academic Press et Elsevier, vol. 50, no 2,‎ février 2009, p. 345-363 (ISSN 1055-7903 et 1095-9513, PMID 19059489, DOI 10.1016/J.YMPEV.2008.11.013).